# Burckhardtite
La burckhardtite è un minerale.